# Likformighet

Alla figurer av samma färg är likformiga.

Denna artikel behandlar det geometriska begreppet likformighet. Se även likformig kontinuitet.
Likformighet är inom geometri när två objekt har samma form, men inte nödvändigtvis samma storlek, men kan vara flyttade eller vridna i förhållande till varandra. Oftast, men inte alltid, tillåts också spegling inom likformighet.

## Trianglar
Om en triangel {\displaystyle \triangle A_{1}B_{1}C_{1}\ } är likformig med en triangel {\displaystyle \triangle A_{2}B_{2}C_{2}\ } gäller
- Motsvarande vinklar är lika {\displaystyle \angle A_{1}=\angle A_{2},\quad \angle B_{1}=\angle B_{2},\quad \angle C_{1}=\angle C_{2}\ }
- Skalan {\displaystyle {\frac {A_{1}B_{1}}{A_{2}B_{2}}}={\frac {B_{1}C_{1}}{B_{2}C_{2}}}={\frac {C_{1}A_{1}}{C_{2}A_{2}}}\ }
- Förhållandet mellan motsvarande sidor är lika {\displaystyle {\frac {A_{1}B_{1}}{B_{1}C_{1}}}={\frac {A_{2}B_{2}}{B_{2}C_{2}}},\quad {\frac {B_{1}C_{1}}{C_{1}A_{1}}}={\frac {B_{2}C_{2}}{C_{2}A_{2}}},\quad {\frac {C_{1}A_{1}}{A_{1}B_{1}}}={\frac {C_{2}A_{2}}{A_{2}B_{2}}}}

Två trianglar är likformiga om något av följande är uppfyllt:
- VVV: Motsvarande vinklar är lika.
- SSS: Förhållandet mellan de tre sidparen är lika
- SVS: Förhållandet mellan två sidpar är lika och mellanliggande vinkel är samma.